# PNC Financial Services
PNC Financial Services Group — американська фінансова холдингова компанія. Головний офіс знаходиться в Пітсбурзі, штат Пенсільванія. Його банківська дочірня компанія PNC Bank працює в 21 штаті і окрузі Колумбія з 2 459 філій і 9 051 банкоматів.
Компанія надає такі фінансові послуги, як управління активами, управління майном, планування нерухомості, обслуговування позик та обробка інформації.
PNC посідає 9 місце у списку найбільших банків США за активами. Це 5-й за величиною банк за кількістю відділень, 6-й за розміром за депозитами та 4-й за кількістю банкоматів.
Назва «PNC» походить від ініціалів обох компаній-попередників банку: Пітсбурзької національної корпорації та Провідентської національної корпорації, що об'єдналися в 1983.